# L'illustrazione nella casa
L'illustrazione nella casa (The Picture in The House, tradotto anche con Un'illustrazione e una vecchia casa e L'immagine nella casa) è un racconto breve di Howard Phillips Lovecraft ultimato il 12 dicembre del 1920. Venne pubblicato per la prima volta su The National Amateur e poi nella rivista Weird Tales (gennaio 1924).

## Trama
Un pomeriggio del 1896 un viaggiatore viene sorpreso da un temporale nei dintorni di Arkham e si rifugia in una sperduta casa di legno. Qui vive un vecchio sudicio e trasandato che parla un pesante dialetto ed è ossessionato da un'incisione contenuta in un antico libro.